# Steve Berry
Steve Berry – amerykański pisarz i były prawnik, aktualnie mieszkający w St. Augustine na Florydzie. Jest absolwentem Mercer University.
Steve Berry jest autorem thrillerów sensacyjnych opartych na wydarzeniach historycznych, w które umiejętnie wplata fikcję literacką. Cechą charakterystyczną jego książek jest wyjaśnianie czytelnikowi na końcu każdej powieści, co z opisanych w książce elementów jest prawdą, a co fikcją literacką.
Steve Berry wydał drukiem swój pierwszy historyczny thriller Bursztynowa komnata w roku 2003. Jako praktykujący adwokat Berry pisał powieści już od 1990 roku. Dopiero po 12 latach i 85 odrzuceniach tekstu (w ponad pięciu różnych wydawnictwach) w końcu sprzedał pierwszy rękopis wydawnictwu Ballantine Books. Swój sukces przypisuje zakonnicom, które nauczyły go w katolickiej szkole dyscypliny, która okazała się przydatna zarówno do pisania powieści, jak i znalezienia wydawcy.
Jego książki zostały przetłumaczone na 40 języków i wydane w 51 krajach, w nakładzie 14 milionów egzemplarzy. W Polsce wszystkie powieści zostały wydane przez Wydawnictwo Sonia Draga.
Steve Berry i jego żona, Elizabeth, założyli History Matters, organizację non-profit wspomagającą zachowanie dziedzictwa.

### Powieści samodzielne
- Bursztynowa komnata (The Amber Room, 2003)
- Przepowiednia dla Romanowów (The Romanov Prophecy, 2004)
- Trzecia tajemnica (The Third Secret, 2005)
- Tajemnica Kolumba (The Columbus Affair, 2012)

### Cykl oCotton Malone
1. Dziedzictwo templariuszy (The Templar Legacy, 2006)
2. Zagadka aleksandryjska (The Alexandria Link, 2007)
3. Wenecka intryga (The Venetian Betrayal, 2007)
4. Tajemnica grobowca (The Charlemagne Pursuit, 2008)
5. Paryska wendeta (The Paris Vendetta, 2009)
6. Grobowiec cesarza (The Emperor's Tomb, 2010)
7. Klucz Jeffersona (The Jefferson Key, 2011)
8. Królewski spisek (The King’s Deception, 2013)
9. Mit Lincolna (The Lincoln Myth, 2014)
10. Stan zagrożenia (The Patriot Threat, 2015)
11. Czternasta kolonia (The 14th Colony, 2016)
12. Zaginiony rozkaz (The Lost Order, 2017)
13. Operacja „Goniec” (The Bishop’s Pawn, 2018)
14. Maltański łącznik (The Malta Exchange, 2019)
15. Protokół Warszawski (Warsaw Protocol, 2020, Polska – 2022)

### Krótkie opowiadania
Steve Berry wydał również krótkie opowiadania tylko w formie eBook (nie wydane w Polsce), przedstawiające postaci drugoplanowe pojawiające się w powieściach o Cottonie Malone. Historie te, mające charakter prequeli, to: Grobowiec cesarza, Klucz Jeffersona, Tajemnica Kolumba i Królewski spisek.
1. Balkan Escape, 2010 (Cassiopeia Vitt)
2. The Devil’s Gold, 2011 (Jonathan Wyatt)
3. The Admiral's Mark, 2012
4. The Tudor Plot, 2013
5. The Devil’s Bones, 2014